# Kohleveredlungsbetrieb Frechen
Der Kohleveredlungsbetrieb Frechen der RWE Power entstand im August 1901 als Brikettfabrik Wachtberg im Ortsteil Wachtberg von Frechen im Rheinischen Braunkohlerevier der Kölner Bucht. Bekanntestes Produkt war das Union-Brikett. 

## Geschichte der Fabrik

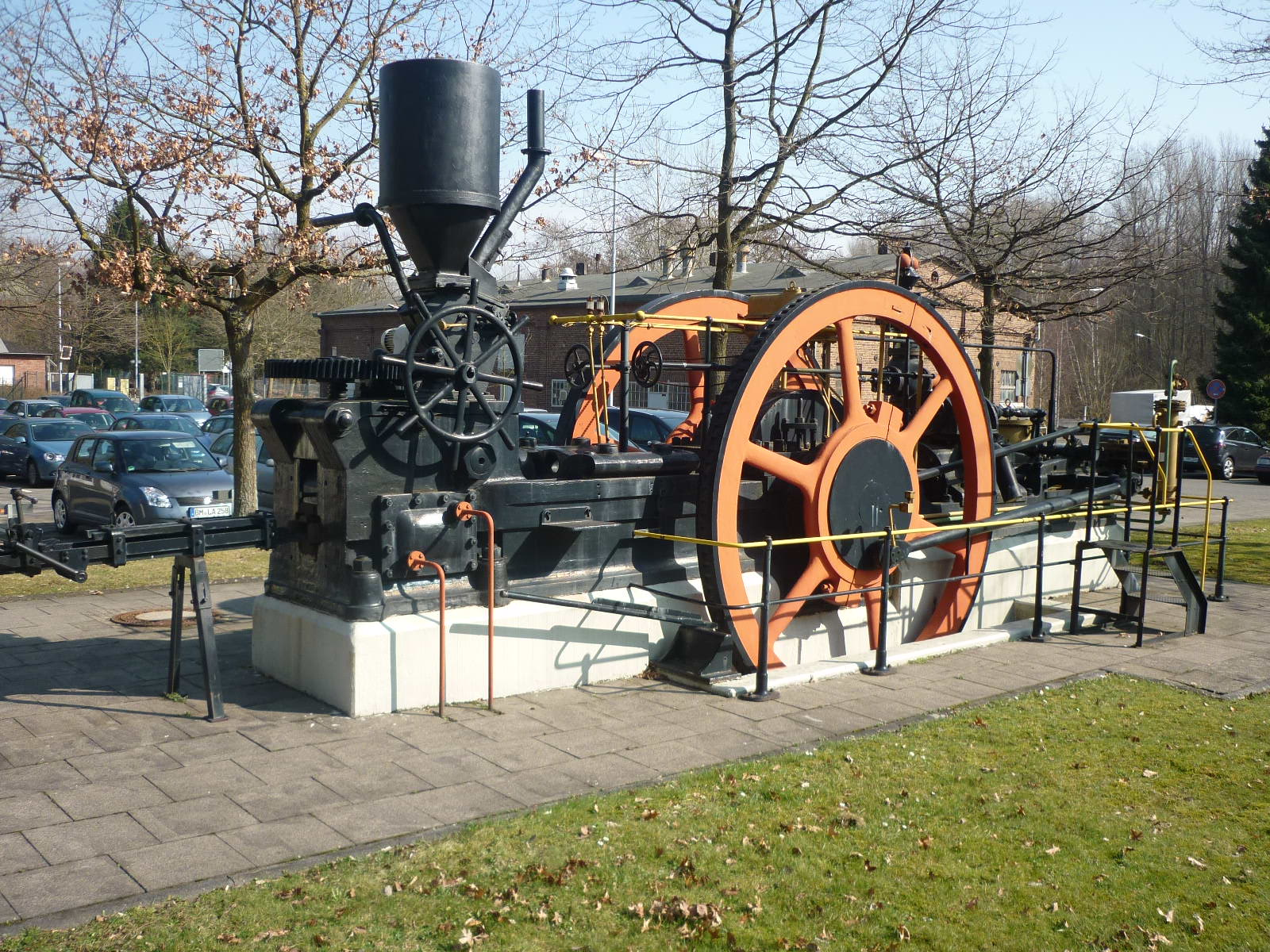
Wachtberger Brikettpresse, Baujahr 1901 (heute bei Grube Sibylla)

Der Wachtberg war schon zu Beginn des Braunkohlebergbaus im Raume Frechen mit einzelnen kleineren Gruben belegt. Eine erste Konzession wurde 1871 erteilt. Aber erst im März 1901 wurde von dem Johannisthaler Unternehmer Alfred Eberhard von Blankenfelde, der das Grubenfeld gepachtet hatte, ein Bauantrag für eine Brikettfabrik gestellt. Nach mehrfachem Wechsel stiegen schließlich die Unternehmer Victor Rolff aus Cottbus und Wilhelm Werhahn aus Neuss in die nun Wachtberg GmbH genannte Firma ein. Die Fabrik wurde zwischen Mai 1901 und Mai 1902 (Produktionsbeginn, offizielle Abnahme Juli 1902) am nördlichen (braunkohlefreien) Rand des Grubenfeldes von der Bernburger Maschinenfabrik mit fünf Einstrangdampfpressen und acht Röhrentrocknern errichtet, Bauleiter war der Kölner Architekt und Bauunternehmer Gottfried Riphahn, der Vater von Wilhelm Riphahn. Die Kohle wurde aus den unmittelbar anschließenden Gruben mittels Schrägaufzügen in die Fabriken transportiert. Der Abtransport erfolgte über ein Anschlussgleis der Köln-Frechen-Benzelrather Eisenbahn. In den Folgejahren wurden weitere Konzessionen und Werke übernommen und bestehende Anlagen erweitert (Wilhelmina, Wildling, Fürstenberg, Klespesgrube), die 1920 schließlich an Bayer verkauft wurden. 1942 wurden in den fünf Werken mit 39 Einfach-, einer Doppel- und zehn Zwillingspressen 1.062.187 t Briketts und 20.419 t Braunkohlenstaub erzeugt. Den Zweiten Weltkrieg überstanden die Werke und Gruben weitgehend ohne größere Schäden, sodass nach Wiederaufnahme der Produktion unter alliierter Kontrolle im Sommer 1945 bis zum Jahresende bereits wieder 649.118 t gepresst werden konnten.
1926 wurde das südwestlich nach Türnich hin gelegene Grubenfeld Wachtberg II erschlossen und ab 1. September 1934, kurz vor der Stilllegung des Feldes Wachtberg I (November 1934), in Betrieb genommen. 1950 – als auch das Feld Wachtberg II der Erschöpfung entgegensah – pachtete die Rheinische AG für Braunkohlebergbau und Brikettfabrikation (RAG) die Werke und übernahm sie dann im Juli 1952, da nur sie über Kohlevorräte in der Nähe, im 1952 aufgeschlossenen Tagebau Frechen, verfügte. Nach dessen Auskohlung erfolgte die Versorgung kurzzeitig aus dem Tagebau Bergheim, bis die Versorgung schließlich mit der Nord-Süd-Bahn aus den Tagebauen Hambach und Garzweiler erfolgte. 1980 wurde das älteste Werk, Wachtberg I, stillgelegt und dann abgerissen. Unter seinem Namen wurde 1986 am alten Standort ein neues Werk für Braunkohlenstaub errichtet. Die Pressen der Werke II bis V wurden zwischen 1961 und 1969 auf elektrische Antriebe umgerüstet. Dazu wurden aus stillgelegten Werken des Konzerns die moderneren Zwillingspressen generalüberholt und in den Wachtberg-Werken aufgestellt.
Frechen war der letzte Standort im Rheinischen Revier, an dem noch aus Braunkohle Briketts hergestellt werden (Brikettierung). Die Gesamtstruktur der Kohleveredlung im Werk bestand aus (2005) 28 % Hausbrandbrikett (7 Zoll), 25 % Industriebrikett (3 Zoll) und 47 % Braunkohlenstaub für Großfeueranlagen. (2012 61 % Brikett und 39 % Staub) Dem seit 2006 neuesten Produkt, dem Irland Brikett wurden 30 % Steinkohlestaub zugemischt. Es brannte dadurch besonders schwefel- und raucharm und war deshalb auch für die irischen No Smoking Zones geeignet. Die Iren konnten dadurch in den Innenstädten ihre traditionellen Kohleheizungen beibehalten. Man erhoffte sich eine Produktion von jährlich 100.000 Tonnen. Im Jahre 2003 wurden von der Rheinbraun Brennstoff GmbH mit Sitz in Köln, einer Tochter der RWE Power, etwa eine halbe Million Tonnen Briketts verkauft. Im Werk waren 40 Brikettpressen und 10 Staubmühlen installiert, die je nach Auftragslage eingesetzt wurden. Bei einer Kapazität von 6,5 Mio. t/a Rohbraunkohle wurden 2005 aus 4,7 Mio. t/a Rohbraunkohle 1,7 Mio. t/a Trockenbraunkohle hergestellt. Auch im Kohleveredlungsbetrieb Fortuna-Nord, der als Demonstrationsbetrieb zur Themenstraße Straße der Energie gehört, stehen noch 31 Pressen, die zurzeit nicht eingesetzt werden (im dritten Werk Ville/Berrenrath wird ausschließlich Braunkohlestaub für industrielle Kunden hergestellt).
Da es fast keine traditionellen Kohlenhändler mehr gibt, werden Hausbrandbriketts im Werk abgepackt und in 10-kg- und 25-kg-Paketen über Baumärkte und Raiffeisengenossenschaftsmärkte unter dem Namen Union-Brikett als Brennstoff für Öfen, Kaminöfen und Zentralheizungen verkauft. Die Lieferung erfolgt mittels Lastkraftwagen, und insbesondere bei Industriebriketts, über die Bahnlinien der Köln-Frechen-Benzelrather Eisenbahn zum Kölner Häfen und seltener über Häfen und Güterverkehr Köln zum Godorfer Hafen (bei Wesseling). Der Staub wird in speziellen Kesselwagen zum Kunden transportiert.
Die Brikettproduktion wurde am 21. Dezember 2022 eingestellt. Durch die Verkleinerung des Tagebaus Hambach steht die für die Brikettierung nötige Braunkohlequalität nicht mehr in ausreichender Menge zur Verfügung. Davon waren ca. 500 Arbeitsplätze betroffen. Die Erzeugung von Industriebraunkohlestaub wird hingegen fortgesetzt.

## Kraftwerk Frechen
Das Kraftwerk mit einer Bruttoleistung von 202 Megawatt (176 MW netto) hat als Hauptbrennstoff Rohbraunkohle und wurde am 13. Dezember 1962 in Betrieb genommen. Der Netzanschluss erfolgte in das Hochspannungsnetz der Westnetz.

## Produktion
Rohbraunkohle enthält bis zu 55 % Wasser, ihr Heizwert ist gering. Sie muss erst aufbereitet werden. Dies geschieht durch:
- Mahlen in Kohlemühlen, in denen auch die gröberen Teile der Braunkohle (Stubben, noch in ihrer Struktur erkennbare Baumstümpfe, deren Inkohlung unvollkommen ist) zerkleinert werden,
- Trocknen mit Heißdampf in sich drehenden Röhrentrocknern,
- Pressen durch Strangpressen mit Drücken von bis zu 1000 bar zu Briketts ohne zusätzliche Bindemittel.[7]

Den elektrischen Strom für die Maschinen und den Prozessdampf erzeugen die Fabriken selbst in Kraft-Wärme-Kopplungsanlagen. Auch Abwärme und Prozessdampf kann noch weiter verwertet werden. Die Kraftwerkskessel arbeiten nach dem Wirbelschichtverfahren. Zusätzlich zu Staubkohle wird im Werk Frechen auch getrockneter Klärschlamm verfeuert. Geplant war zuerst auch die Feuerung von Altholz (z. B. alten Eisenbahnschwellen). Diesen Plan hat der Betreiber nach umfangreichen Protesten der Anwohner fallen gelassen.